# Aires protégées de Bulgarie
Les aires protégées de Bulgarie sont au nombre de 69. Ainsi, on dénombre 3 parcs nationaux, 11 parcs naturels et 55 réserves naturelles. 
Ces espaces protégés sont administrés par le Ministère de l'Environnement et de l'Eau.
Le premier parc naturel bulgare est le parc naturel de Vitosha, créé en 1934.

## Parcs nationaux
- Parc national du Pirin, 1963
- Parc national du Balkan central, 1991
- Parc national de Rila, 1992

## Parcs naturels
- Parc naturel du Balkan de Vrachanski (en)
- Parc naturel de Belasitsa (en)
- Parc naturel de Bulgarka (en)
- Parc naturel du monastère de Rila
- Parc naturel de Persina (en)
- Parc naturel du Plateau de Shumen (en)
- Parc naturel de Rusenski Lom (en)
- Parc naturel de Sinite Kamani
- Parc naturel de Strandzha (en)
- Parc naturel de Vitosha
- Parc naturel de Zlatni Pyasatsi (en)

## Réserves naturelles
- Réserve naturelle d'Ali Botush
- Réserve naturelle de Bayuvi Dupki - Dzhindzhiritsa
- Réserve naturelle de Beglika
- Réserve naturelle de Beli Lom
- Réserve naturelle de Bistriško branište
- Réserve naturelle de Boatin
- Réserve naturelle de Bukaka
- Réserve naturelle de Byala Krava
- Réserve naturelle de Central Rila
- Réserve naturelle de Dupkata
- Réserve naturelle de Dzhendema
- Réserve naturelle de Elenova Gora
- Réserve naturelle de Gornata Koria
- Réserve naturelle de Gorna Topchia
- Réserve naturelle d'Ibar
- Réserve naturelle de Kamchia
- Réserve naturelle de Kamenshtitsa
- Réserve naturelle de Kaliakra
- Réserve naturelle de Kazanite
- Réserve naturelle de Kozya Stena
- Réserve naturelle de Kongura
- Réserve naturelle du Lac Atanasovo
- Réserve naturelle de Parangalitsa
- Réserve naturelle de Peeshti Skali
- Réserve naturelle de Poda
- Réserve naturelle de Severen Dzhendem
- Réserve naturelle de Silkosiya
- Réserve naturelle de Skakavitsa
- Réserve naturelle de Sokolna
- Réserve naturelle de Srébarna
- Réserve naturelle de Sredoka
- Réserve naturelle de Stara Reka
- Réserve naturelle de Steneto
- Réserve naturelle de Tisovitsa
- Réserve naturelle de Torfeno Branishte
- Réserve naturelle de Tsarichina
- Réserve naturelle de Usungeren
- Réserve naturelle de Uzunbodzhak
- Réserve naturelle de Valchi Dol
- Réserve naturelle de Vitanovo
- Réserve naturelle de Vrachanski Karst

## Conventions internationales

### Réserves de biosphère
La Bulgarie possède 6 réserves de biosphère (en bulgare : Биосферен резерват) reconnues par l'Unesco à partir de 1977.

### Sites Ramsar
La convention de Ramsar est entrée en vigueur en Bulgarie le 24 janvier 1976. 
En janvier 2020, le pays compte 11 sites Ramsar, couvrant une superficie de 499,13 km2 (soit moins de 0,5% du territoire bulgare).